# Milizia per la difesa antiaerea territoriale
La Milizia per la difesa contraerea territoriale (DICAT), istituita in Italia con Regio decreto legge del 18 febbraio 1930, aveva il compito di predisporre, in tempo di pace, e di attuare in tempo di guerra unitamente alle unità contraeree delle altre forze armate, la difesa del paese da attacchi aerei nemici.

## Storia
Questa specialità della MVSN nasce il 16 aprile 1927 con la denominazione di Milizia artiglieria contraerei; dal 1930 venne ridenonominata Milizia per la Difesa Aerea Territoriale, abbreviata in MDAT, poi in Milizia per la Difesa Controaerea Territoriale, abbreviato prima in MDCAT, poi in MDICAT.
Nel 1935 era articolata su:
- 14 Legioni,
- 10 Coorti Autonome,

poste alle dipendenze, insieme alla Milizia per la difesa costiera (M.DACOS), dell'Ispettorato, poi Comando della M.Di.C.A.T. e da Cos..
La milizia partecipa alla Guerra d'Etiopia fornendo il personale per tutte le batterie sommeggiate da 65/17 in forza alle Legioni CC.NN., mentre diverse migliaia di sue Camicie Nere combatterono come fanti nei battaglioni CC.NN..
Nel 1939 il comando assunse il nome di Comando Milizie Controaerei ed Artiglieria Marittima e la MDICAT venne riorganizzata su 5 Comandi di Gruppo di Legioni DICAT con a disposizione:
- 22 Legioni in Patria,
- 4 Legioni nelle Colonie,

ognuna delle quali armava un certo numero di batterie sparse sul territorio dell'Impero.
La MDICAT, che al 10 giugno 1940, data dell'entrata in guerra inquadrava 85 000 uomini, cambiò per l'ultima volta denominazione in Milizia Artiglieria Contro Aerei, MACA nel codice telegrafico.
Per tutta la durata della seconda guerra mondiale, la milizia difese accanitamente il territorio nazionale dalle incursioni alleate, in collaborazione con la Regia Aeronautica.

### Denominazioni
- 31.08.1928-04.03.1930: MVSN-DTC - Milizia Volontaria per la Sicurezza Nazionale - Servizio  Difesa Territoriale Controaerea

(R.D. n° 1815 del 21.06.1928 in G.U.R.d'I. n° 190 del 16.08.1928, Pag. 3851)
- 05.03.1930-15.03.1935: MDAT - Milizia per la Difesa Aerea Territoriale

(R.D.-L. n° 93 del 18.02.1930 in G.U.R.d'I. n° 53 del 05.03.1930, Pagg. 840/841)
(L. n° 314 del 03.04.1930 in G.U.R.d'I. n° 89 del 15.04.1930, Pagg. 1394/1395)
- 16.03.1935-23.11.1938: MDICAT - Milizia per la Difesa Contro Aerea Territoriale

(R.D.-L. n° 181 del 21.01.1935 in G.U.R.d'I. n° 64 del 16.03.1935, Pagg. 1082/1084)
(L. n° 962 del 20.05.1935 in G.U.R.d'I. n° 146 del 24.06.1935, Pag. 3112)
- 24.11.1938-03.07.1941: MCA - Milizia Controaerei

(R.D.-L. n° 1888 del 24.11.1938 in G.U.R.d'I. n° 291 del 22.12.1938, Pagg. 5240/5245)
(L. n° 739 del 02.06.1939 in G.U.R.d'I. n° 131 del 05.06.1939, Pagg. 2554/2560)
- 04.07.1941-09.12.1943: MACA - Milizia Artiglieria Contraerei

(R.D. n° 594 del 26.05.1941 in G.U.R.d'I. n° 155 del 04.07.1941, Pag. 2624)
(R.D.-L. n° 16/B del 06.12.1943 in G.U.R.d'I. n° 4/B del 08.12.1943, Pagg. ????/????)
(L. n° 178 del 05.05.1949 in G.U.R.I. n° 105 del 07.05.1949 - Supplemento Ordinario, Pagg. 2/7)

## Organizzazione
L'arruolamento degli ufficiali veniva effettuato tra gli ufficiali di artiglieria del Regio Esercito non soggetti alla mobilitazione in caso di guerra; la truppa era costituita da volontari esenti da obblighi militari, giovani non ancora chiamati alla leva, da personale delle classi anziane, da mutilati e reduci della Grande Guerra e da ciechi impiegati, per il loro udito affinato, all'ascolto agli aerofoni. Il personale, normalmente in congedo, veniva periodicamente richiamato in servizio per l'addestramento e per le manifestazioni del Regime. Per la disciplina dipendeva dal "Comando Generale della Milizia Volontaria per la Sicurezza Nazionale", per l'addestramento e per l'impiego dai Comandi di Corpo d'armata o di Isola. In caso di mobilitazione, o quando sia necessario per la sicurezza dello Stato, la milizia passava alle dipendenze del Ministero della Guerra, agli ordini del Comando supremo militare italiano.

## Uniforme
Il personale della MACA vestiva l'uniforme grigioverde della MVSN, con gambali in cuoio nero e bandoliera di cuoio marrone. Si distingueva per le filettature gialle arancio dei fregi e delle controspalline. Le fiamme nere sul bavero erano anch'esse filettate del giallo arancio tradizionale dell'arma di artiglieria, con i fascetti littori in luogo delle stellette delle Regie Forze Armate. I copricapi della specialità erano il fez nero ed il berretto rigido, mentre i reparti MDICAT di frontiera usavano il cappello alpino senza nappina e senza penna (la cosiddetta "vedova").
Il fregio era costituito da un fascio littorio su due cannoni incrociati sormontato dalla stella d'Italia. Nel tondino nero posto sotto ai cannoni era riportato il numerale romano del reparto.

## Organigramma MCA: 1940
- 1º Gruppo di Legioni - Torino
  - 1ª Legione (Torino)
  - 2ª Legione (Savona)
  - 3ª Legione (Genova)
  - 4ª Legione (Alessandria)
- 2º Gruppo di Legioni - Milano
  - 6ª Legione (Piacenza)
  - 7ª Legione (Brescia)
  - 8ª Legione (Verona)
- 3º Gruppo di Legioni - Bologna
  - 9ª Legione (Padova)
  - 10ª Legione (Udine)
  - 11ª Legione (Trieste)
  - 12ª Legione (Bologna)
  - 15ª Legione (Ancona)
- 4º Gruppo di Legioni - Roma
  - 13ª Legione (Livorno)
  - 14ª Legione (Firenze)
  - 16ª Legione (Terni)
  - 17ª Legione (Cagliari)
  - 18ª Legione (Roma)
- 5º Gruppo di Legioni - Napoli
  - 5ª Legione (Taranto)
  - 19ª Legione (Napoli)
  - 20ª Legione (Bari)
  - 21ª Legione (Catanzaro)
  - 22ª Legione (Palermo)
- Gruppi autonomi
  - I Gruppo autonomo di Libia (Tripoli)
  - II Gruppo autonomo di Libia (Bengasi)
  - I Gruppo autonomo AOI
  - II Gruppo autonomo AOI